# 용인군·안성군
용인군·안성군은 대한민국의 옛 국회의원 선거구이다. 당시 경기도 용인군과 안성군 지역을 관할했다.

## 역사
제6대 국회의원 선거를 앞두고 용인군과 안성군 선거구가 통합되면서 신설되었다.
제9대 국회의원 선거를 앞두고 평택군 선거구와 통합되어 평택군·용인군·안성군 선거구를 이루게 됨에 따라 폐지되었다.

## 역대 국회의원
| 선거   | 정당 | 정당       | 의원   |
| ------ | ---- | ---------- | ------ |
| 1963년 |      | 민주공화당 | 서상린 |
| 1967년 |      | 민주공화당 | 서상린 |
| 1971년 |      | 민주공화당 | 서상린 |

## 역대 선거 결과

### 대한민국 제6대 국회의원 선거
|  | 35.06% |

|  | 20.04% |

|  | 19.76% |

|  | 16.42% |

|  | 6.12% |

|  | 2.57% |

### 대한민국 제7대 국회의원 선거
|  | 69.65% |

|  | 14.80% |

|  | 10.34% |

|  | 2.15% |

|  | 1.55% |

|  | 1.48% |

### 대한민국 제8대 국회의원 선거
|  | 52.32% |

|  | 47.00% |

|  | 0.66% |